# 試作品神話
『試作品神話』（しさくひんしんわ）は、大塚英志の小説。内容の違う同名の絵本もあり、絵は西島大介が担当している。 
この項では「小説」と「絵本」の呼称で両方について記述する。

## 概要
小説
ドラマ版『多重人格探偵サイコ』の続編で『月刊ニュータイプ』に『MPD-PSYCHO/FAKE 試作品神話』のタイトルで連載された。「1stシーズン」は『月刊ニュータイプ』2000年9月号から2001年12月号、「2ndシーズン」は2002年8月号から2003年4月号に連載。2023年9月27日に星海社より『多重人格探偵サイコ 試作品神話』と改題して単行本化された。
絵本
文は大塚英志、絵を西島大介が担当した作品で、漫画における原作・作画ではなく小説的な文章と（挿絵ではない）絵本的な絵の作品。
「絵本」と紹介されることがほとんどだが、発売時の帯では「絵物語」と位置づけられている。表紙のデザインは寄藤文平。

## ストーリー
小説

絵本
6人の子供たちは『神様の卵』を見つける。やがて神様は孵化し、子供たちに『牛乳』の怖さを教える。「給食のミルクには『月の砂』と呼ばれる毒が入っていて、君たちの心を溶かしてゆく」と。
そして子供たちは『ミルクタンク襲撃計画』を立て襲撃、ミルクタンクを破壊するが、その後、間違いに気づく。

## 登場人物

### 絵本
子供たち　
僕（ぼく）
物語の語り部で名前は出てこない。ライフルを持っている。
ベビー・ディケンズ
14歳だが成長を拒否しているため幼児のような容姿をしている。
サリンジャー
深くフードを被っていて日本刀を持っている。
ナボコフ
眼鏡をかけている。
エズラ・パウンド
長いマフラーを巻いてテディベアを持っている。
ヘミングウェイ
おかっぱ頭。
全員で協力して『ミルクタンク』を破壊したが、破壊の後には何も残らなかったことで真実に気づき、それぞれの道へ歩み始める。
神様（かみさま）
子供たちに『牛乳』のことを教え、信用を勝ち取ったかのように見えたが、真実に気づいた子供たちに最終的に見捨てられてしまう。
孵化し成長するので描写は一定ではなく、怪物のような状態で生まれ人間のようになり、怪物のような状態に戻り朽ちていく。
桃（もも）
「台風のようなもの」と称される怪物。遠い海で生まれ街を破壊して去っていくことから「台風」に置き換えて呼ばれ、自然災害とされている。

## 書籍情報
小説
- 多重人格探偵サイコ 試作品神話（星海社：2023年9月27日発売）
  - 掲載誌・収録誌。
  - 1stシーズンは『月刊ニュータイプ』（角川書店）2000年9月号～2001年12月号、2ndシーズンは2002年8月号〜2003年4月号に連載。
  - 『多重人格探偵サイコ FAKE』第3巻収録「DSM-X.101:Learning Disorder NOS 特定不能学習障害」（1stシーズン第1話、角川スニーカー文庫）
  - 『サブカルチャー反戦論』収録「多重人格探偵サイコと突然の平和論」（1stシーズン第15話、角川文庫）
  - 『サブカルチャー反戦論』収録「DSM-X-200.4 Schizoaffective Disorder 分裂感情障害」（2ndシーズン第9話、角川文庫）

絵本
出版社：角川書店
単行本 ISBN 978-4-048-53868-8（2006年3月11日発売、44ページ）
文庫本 ISBN 978-4-044-19128-3（2009年8月25日発売）